# Callum McCowatt
Callum McCowatt, född 30 april 1999 i Auckland, Nya Zeeland, är en nyzeeländsk fotbollsspelare som spelar som vänsterytter för danska FC Helsingør i 1. division, Danmarks näst högsta fotbollsdivision för herrar.

## Landslagskarriär
Callum McCowatt har representerat Nya Zeelands landslag på olika nivåer. Han debuterade i seniorlandslaget år 2019.